# Суровка (Башкортостан)
Суровка (баш. Суровка) — деревня в Уфимском районе Республики Башкортостан Российской Федерации. Входит в состав Михайловского сельсовета. Согласно переписи 2020 года население составляло 1499 человек.

## География

### Географическое положение
Расстояние до:
- районного центра (Уфа): 15 км,
- центра сельсовета (Михайловка): 4 км,
- ближайшей ж/д станции (Уфа): 15 км.

## Население
| 2002 | 2009 | 2010 |
| ---- | ---- | ---- |
| 121  | ↗201 | ↗421 |

Национальный состав
Согласно переписи 2002 года, преобладающая национальность — русские (60 %).
Согласно переписи 2020 года, преобладающая национальность — русские (21,9 %), татары (18,7 %), башкиры (18,3 %), нет сведений о национальной принадлежности (40,4 %).